# Jardim Zoológico de Berlim

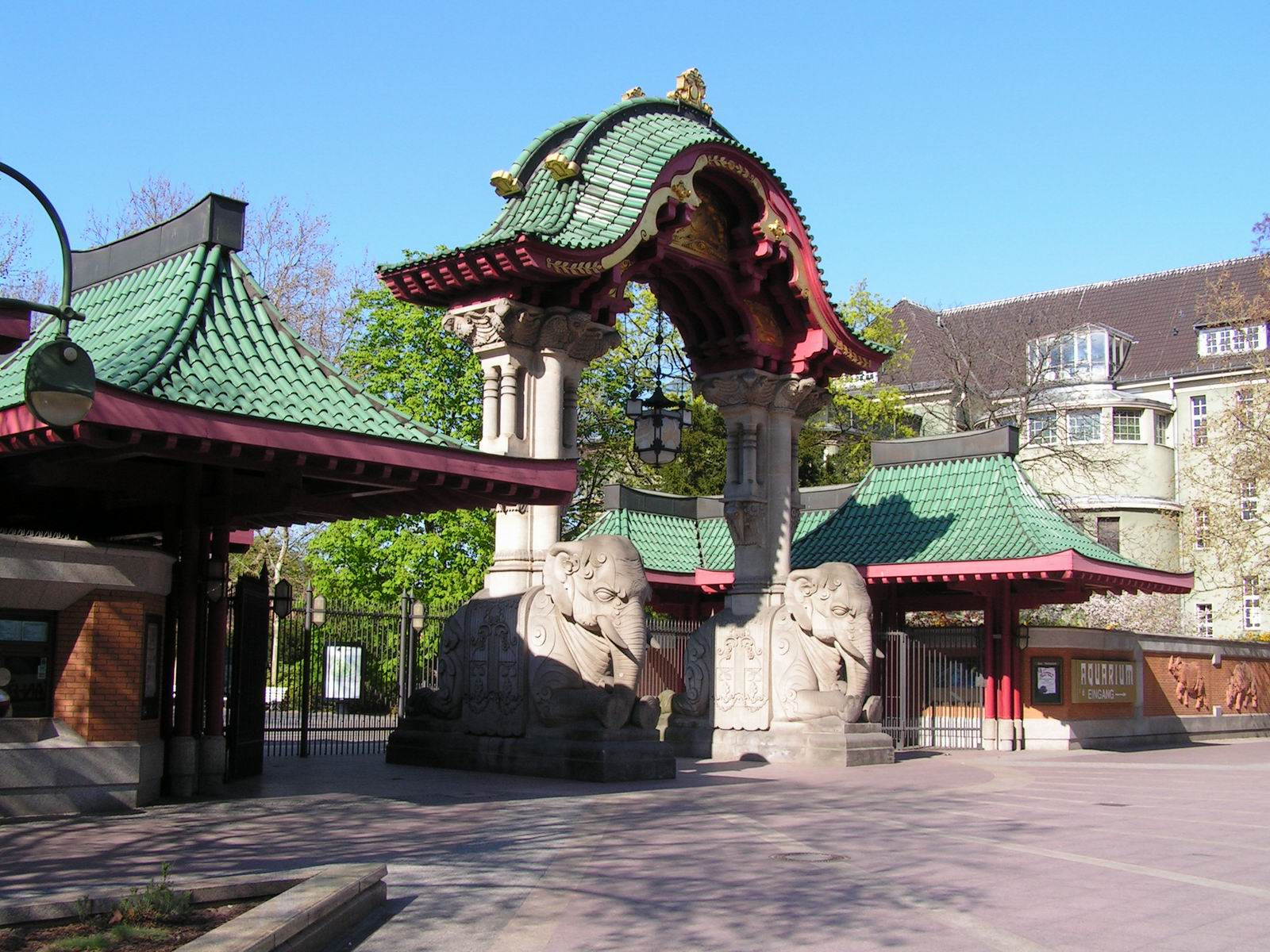
Portão dos elefantes (Elefantentor), uma das duas entradas do zoológico.

Jardim Zoológico de Berlim (em alemão:Zoologischer Garten Berlin) é o jardim zoológico da capital da Alemanha. É o mais antigo jardim zoológico na Alemanha e apresenta a mais completa coleção de espécies no mundo.
Fundado em 1 de agosto de 1844, contava com 1 462 espécies e 15 126 animais segundo o censo de 2008. Em 2007 foi visitado por 3,2 milhões de pessoas. Com 35 hectares de área,em 2017 ja estava com 1 600 especies e 3,7 milhoes de pessoas,esta localizado no bairro de Tiergarten. O zoológico está ligado ao restante da cidade pelo Metro de Berlim.

## Ligações externas

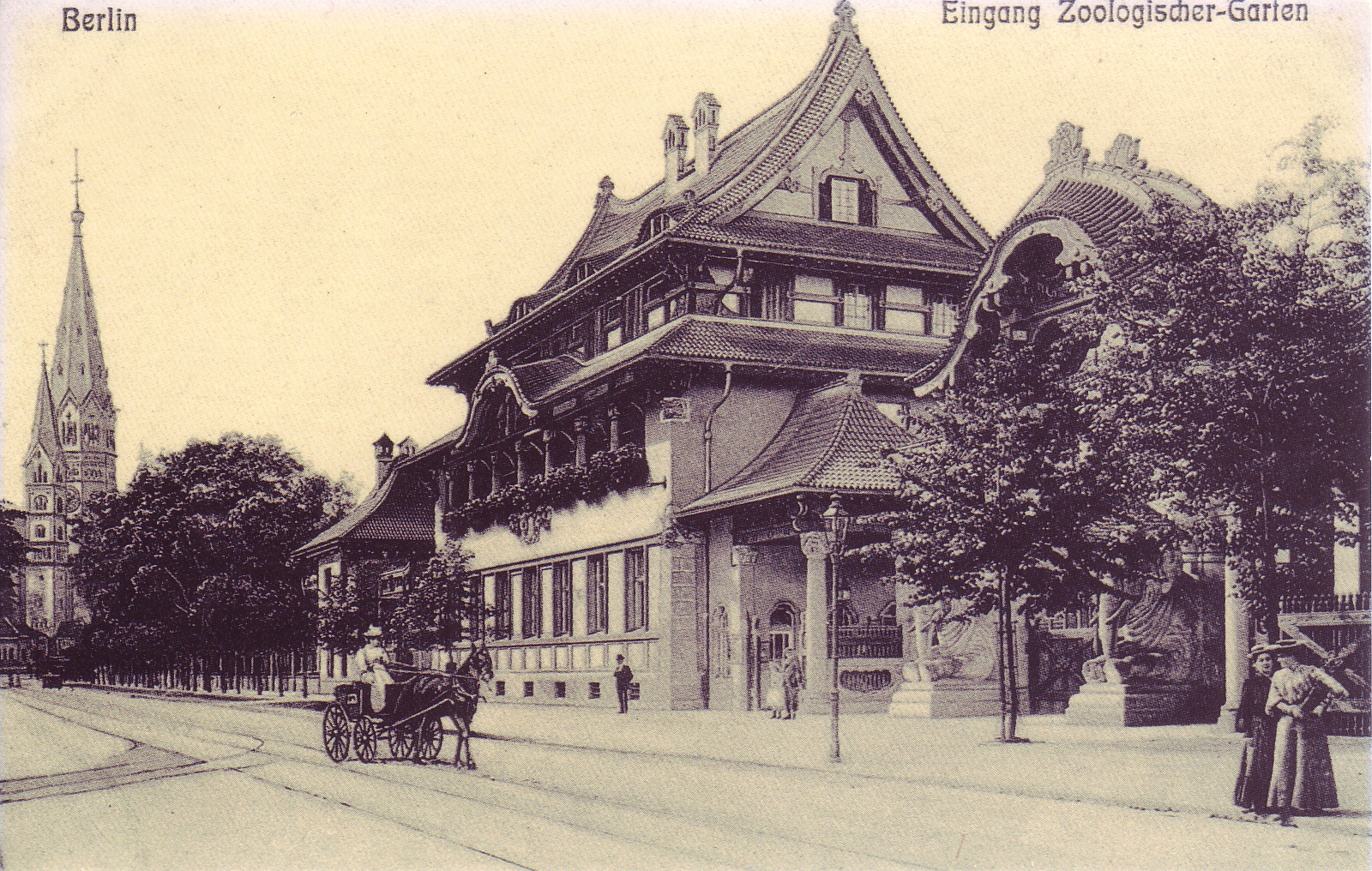
Cartão postal mostrando o Zoologischer Garten Berlin por volta de 1900.